# Oxycatantops congoensis
Oxycatantops congoensis är en insektsart som först beskrevs av Sjöstedt 1929.  Oxycatantops congoensis ingår i släktet Oxycatantops och familjen gräshoppor. Inga underarter finns listade i Catalogue of Life.